# Fredy Budzinski

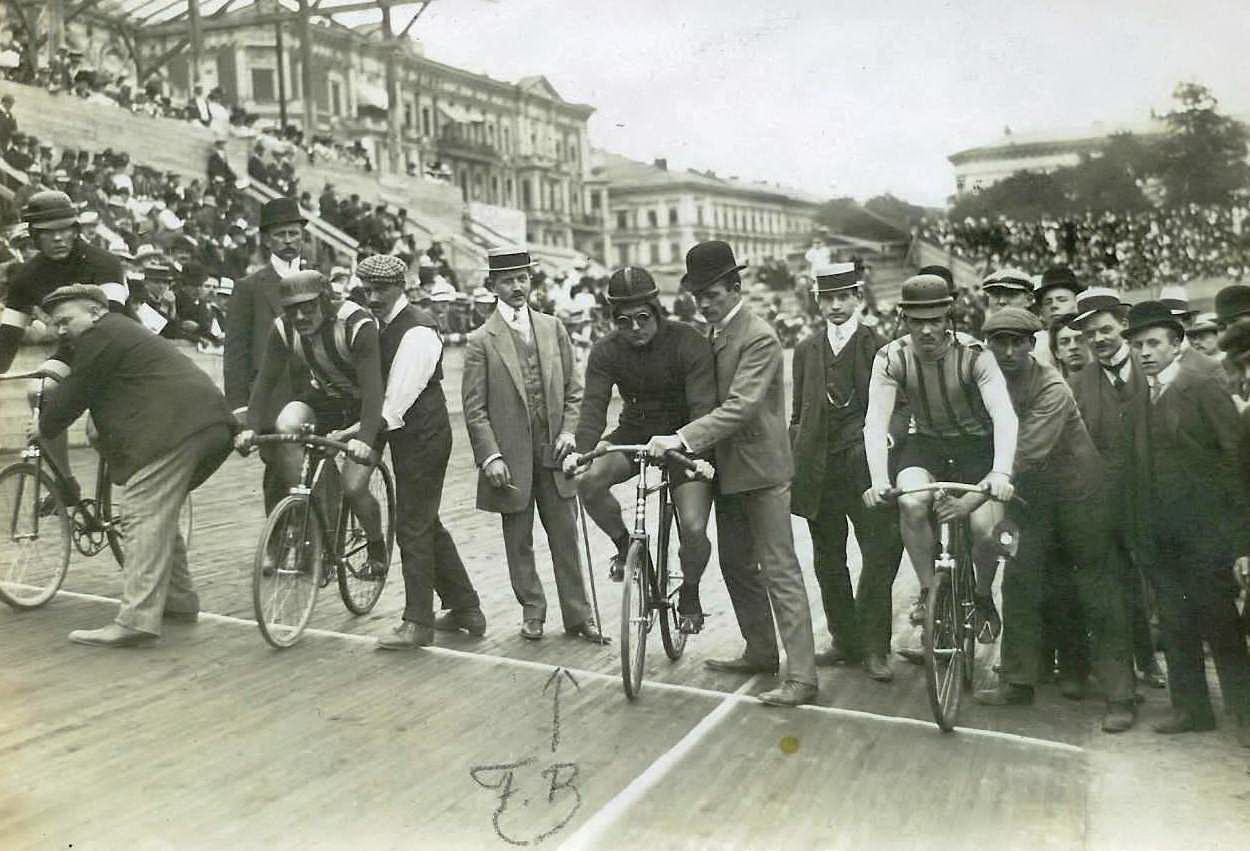
Fredy Budzinski, au départ de la course au vélodrome du jardin botanique de Berlin

Alfred "Fredy" Budzinski, né le 18 juin 1879 à Berlin et mort le 6 janvier 1970 dans la même ville est un journaliste sportif allemand, spécialiste du cyclisme. Surnommé le « Nestor du cyclisme allemand », il était coureur cycliste, écrivain, fonctionnaire, inventeur, lobbyiste, organisateur et collectionneur.
Fredy Budzinski est considéré comme le père des courses de six jours en Allemagne.
Fredy Budzinski est le frère du créateur de costumes berlinois William Budzinski et le père du journaliste Klaus Budzinski (de) .

## Biographie

### Débuts
Enfant, Fredy Budzinski est fasciné par le vélo. À l'âge de 17 ans, il devient coureur amateur et participe à sa première course amateur sur le vélodrome de Berlin-Halensee, puis passe professionnel en 1901. Le 14 avril, il court au vélodrome de Treptow avec entre autres Emil Dörflinger et le 28 mai, il atteint la finale d'une course avec Walter Rütt , Guss Schilling , Heller et Emanuel Kudela et termine quatrième. Il est aussi entraineur de demi-fond et entraine notamment Alfred Görnemann et Josef Fischer.
Avec Thaddäus Robl, Budzinski participe à deux courses automobiles sous le nom de  « Schmirmaxe ».
Sa véritable passion est l’écriture. Pendant plusieurs années, il travaille comme collaborateur indépendant pour le journal Rad-Welt (de). En 1904, il est embauché et en 1912, il devient rédacteur en chef du journal, qui est l'un des premiers magazines purement sportifs en Allemagne avec un tirage quotidien de 100 000 exemplaires.
De 1902 à 1906, il est également membre du bureau du  Deutscher Rennfahrer Verband (DRV), syndicat des coureurs allemand,, qui représente les intérêts des athlètes auprès de la Verband Deutscher Radrennveranstalter (VDR), l'association allemande des organisateurs de courses cyclistes.

### La première course des Six Jours de Berlin
Un soir de décembre 1908, au restaurant Rudolf Dressel à Berlin, Fredy Budzinski et deux hommes d'affaires tiennent une réunion et élaborent un plan. Ils veulent organiser une course de six jours à Berlin ; Budzinski convainc les hommes d'affaires qu'un tel spectacle pourrait également être un énorme succès financier à Berlin. Un « cirque de folie », comme le prédit la presse allemande lorsque l'idée devient publique peu après. Trois mois plus tard, le 15 mars 1909, la première course de six jours sur le sol européen est donc organisée à l'initiative de Georg Hölscher, ancien directeur du vélodrome  de Friedenau, associé a Budzinski et à Walter Rütt dont la victoire à New York a donné à Budzinski l'idée des Six Jours de Berlin. Budzinski donne un aperçu des coulisses avec son reportage « Sérieux et joyeux depuis la course des Six Jours de Berlin », qui paraît dans le « Rad-Welt » quelques jours après la course. Il relate l'histoire de coureurs qui, épuisés au point d'avoir perdu connaissance, doivent être soulevés de leur vélo, nourris et lavés avant d'être à nouveau aptes à la course grâce à un appareil d'inhalation d'oxygène. Beaucoup de héros du vélodrome fondent en larmes dans leurs couchettes de fortune et ne peuvent être persuadés de poursuivre leur voyage que par la langue des anges. « Nous ne voulons pas citer de noms », écrivait Budzinski à l’époque, « mais nous avons vu des hommes pleurer qui ne changeaient pas d’expression même après une chute grave. »,. Budzinski est enthousiasmé par cet événement marathon et l’a couvert journalistiquement jusqu’à un âge avancé. Il a également introduit le système de notation par points pour les courses de six jours et le score pour les sprints intermédiaires, qui est toujours utilisé aujourd'hui également appelé « système de notation de Berlin ».

### Entre deux guerres
De 1915 à 1918, Budzinski est enrôlé pendant la première guerre mondiale. Après son retour, il épouse en 1919, Erna Grau, d'origine juive. Deux ans plus tard, né leur fils Klaus Budzinski (de). En 1920, il organise pour la première fois le Championnat des porteurs de journaux, à Berlin, qui se poursuit avec des interruptions jusqu'aux années 1950.
En 1924, Budzinski devient rédacteur en chef du Bundes-Zeitung, l’organe officielle de la Bundes Deutscher Radfahrer (BDR), la Fédération allemande de cyclisme et participe au congrès de l'UCI en 1926, 1928, 1929 et 1930. Il reste à ce poste jusqu'en 1933, date à laquelle il doit quitter son poste à cause de sa femme non-aryenne. De plus, il est porte-parole de la Vereins Deutscher Fahrradindustrieller, l'association des industriels allemands du vélo de 1926 à 1933. C'est également au cours de ces années qu'il aurait inventé le réflecteur pour pédales de vélo. Cependant, après 1933, cette invention est contestée avec succès par un membre des SS.

### L'ère nazie
En 1934 et 1935, Budzinski peut travailler comme rédacteur en chef du magazine Illustrierter Radrennsport, qui est encore une entreprise privée. Cependant, lorsque le journal fusionne avec l’organe de l’association « Der Deutsche Radfahrer », il est à nouveau licencié à cause de sa femme juive. Carl Diem lui obtient le poste d'attaché de presse adjoint aux Jeux olympiques de 1936 à Berlin. Diem continue à le soutenir, il devient par la suite rédacteur en chef du journal Der Deutsche Radfahrer .

### Après la Seconde Guerre mondiale

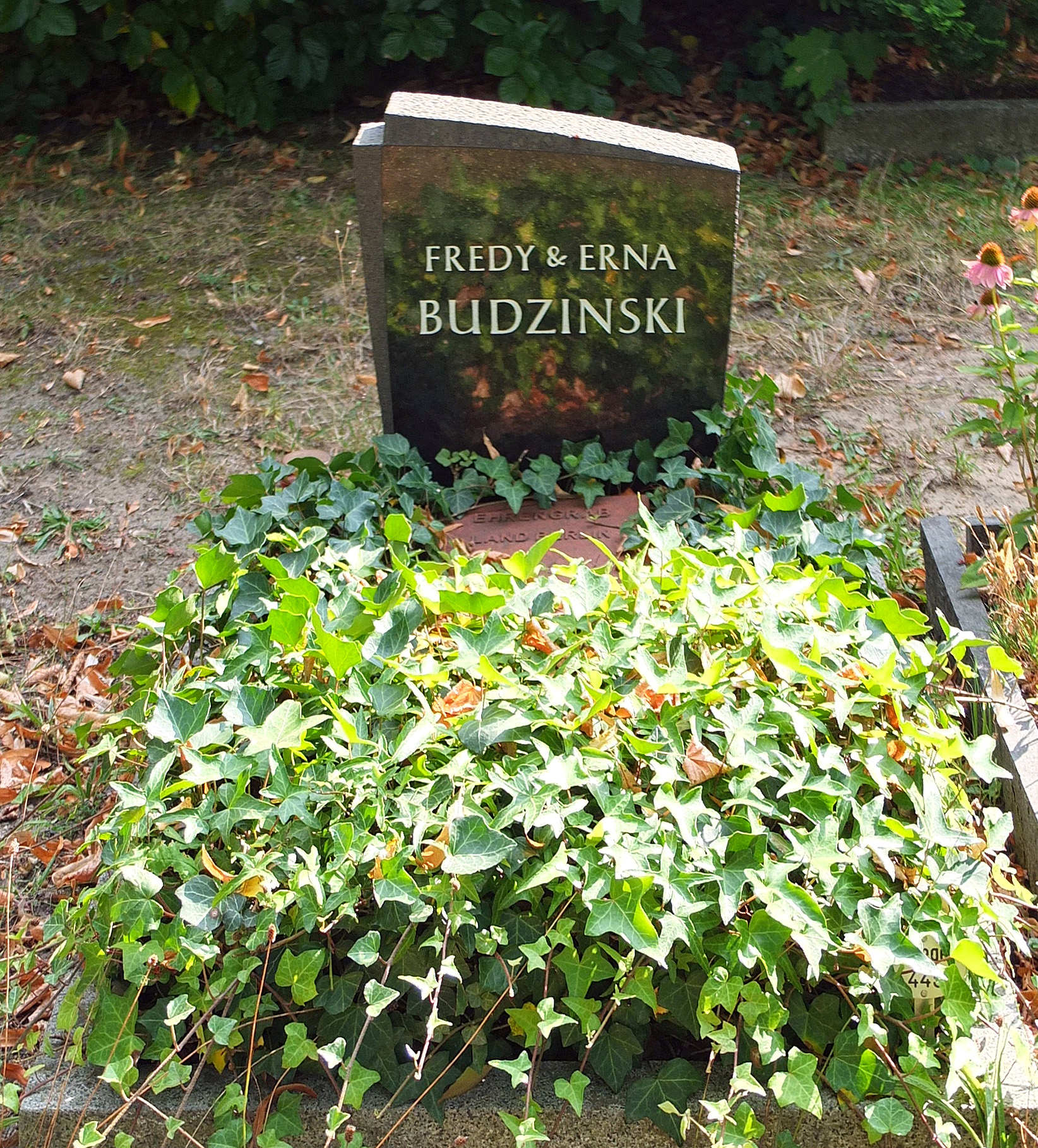
Tombe de Fredy et Erna Budzinski

Après la guerre, Budzinski s'implique dans la reconstruction du cyclisme allemand. Dès 1945, Budzinski organise la première course professionnelle sur route. L'administration militaire soviétique lui confie la tâche de réorganiser le cyclisme professionnel et il travaille comme collaborateur indépendant pour divers journaux jusqu'à un age avancé. Il meurt à l'âge de 90 ans dans sa ville natale de Berlin. Sa tombe se trouve au Cimetière de la Trinité (division II) à Berlin-Kreuzberg . Depuis 1995, elle est classée comme tombe honorifique de Berlin. Sa femme Erna décède trois ans plus tard.

## Ecrits
Fredy Budzinski fut au tout début duXXe siècle l’un des premiers à tirer la sonnette d’alarme concernant les dangers du dopage « Le corps est excité par ces stimulants à plusieurs reprises et bien sûr la réaction est inévitable » avançait-il. « Les chutes qui se produisent le quatrième ou cinquième jour sont particulièrement mauvaises car aux conséquences de la blessure, s’ajoute les séquelles du dopage ».
En 1930, il écrit un remarquable article pour l’attribution à un groupement sportif, du Prix Nobel de la Paix.
Ses nombreux articles, livres et statistiques constituent encore aujourd’hui la base de ce que l’on sait du cyclisme depuis ses débuts jusqu’aux années 1920. Il a laissé derrière lui une vaste collection sur le thème du cyclisme avec des milliers de photos, documents, programmes, coupures de journaux et de nombreux autres souvenirs, qui a été acquise en 1971 par la Bibliothèque centrale des sciences du sport de l' Université allemande du sport de Cologne. Il contient principalement des photos et des documents sur l'histoire du cyclisme et du vélo d'environ 1890 jusqu'aux années 1960. L'accent est mis sur le cyclisme sur piste des années 1890 aux années 1920.
Sans les écrits de Budzinski, de nombreux faits et détails de l’histoire du cyclisme ne seraient pas connus aujourd’hui. En plus de son travail journalistique en tant que rédacteur de divers magazines, il a écrit plus de 300 poèmes, 35 biographies de cyclistes, compilé plus de 20 albums Sport-Album der Radwelt et publié plus de dix autres livres avec des titres tels que 25 ans de cyclisme allemand, Histoires sérieuses et joyeuses de la vie d'un coureur ou Wie werde ich Rennfahrer ? (Comment devenir coureur ?).